# Aiči S1A
Aiči S1A Denko (Šipka světla) byl japonský noční stíhací letoun vyvíjený v době druhé světové války jako náhrada Nakadžimy J1N1-S Gekkó (spojeneckým kódovým označením Irving). Měl být, podobně jako Gekkó, vybaven radarem, aby mohl čelit náletům B-29 na Japonsko. Jeho vývoj se vlekl a byl zatížen problémy, například s nedostatečným výkonem námořnictvem požadovaných motorů Nakadžima Homare, a před koncem války nebyl ani jeden stroj dokončen.

## Vznik a vývoj
Aiči S1A vznikal na základě požadavků na noční stíhačku vznesených letectvem Japonského císařského námořnictva koncem roku 1943. Jednalo se o celokovový dvoumotorový dolnoplošník s dvojčlennou posádkou a výzbrojí dvou kanónů typu 5 ráže 30 mm v přídi trupu a čtyř kanónů typu 99 ráže 20 mm, z nichž dva byly instalovány v přídi a dva v otočné věži na hřbetě trupu. Na křídle byly instalovány výklopné brzdící štíty, které měly snížit rychlost letadla při útoku na pomalu letícího protivníka.
Vzhledem k nesenému speciálnímu vybavení plná hmotnost letounu přesáhla deset tisíc kilogramů. Motory byly vybaveny turbokompresory, ale jejich instalace na pohonných jednotkách způsobila mnohé problémy.
Nedostatečný výkon původně plánovaných motorů Nakadžima NK9K-S Homare 22, vzduchem chlazených hvězdicových osmnáctiválců, vedl k jejich náhradě typem NK9K-L Homare 24, s nimiž měl být letoun schopen dosáhnout rychlosti 678 km/h ve výšce 8 000 m, namísto původně plánované 629 km/h.
Byly stavěny dva prototypy a plánována stavba dalších dvou, vybavených výkonnějšími motory Micubiši MK9A Ru nebo MK10A Ru.
Vývoj typu byl dále zpomalen zemětřesením v roce 1944, které poškodilo jak výrobní závody tak oba v nich stavěné prototypy. Stroje, dokončené ze 70 (první), resp. 90 % (druhý prototyp), pak byly zničeny při amerických náletech v červnu a červenci roku 1945.

## Specifikace (S1A1 Denko)
Údaje dle Japanese Aircraft of the Pacific War.

### Technické údaje
- Posádka: 2
- Délka: 15,1 m
- Rozpětí: 17,5 m
- Výška: 4,61 m
- Nosná plocha: 46,9998 m²
- Prázdná hmotnost: 7 320 kg
- 'Vzletová hmotnost: 10 180 kg
- Maximální vzletová hmotnost: 11 500 kg
- Pohonná jednotka: 2 × hvězdicový motor NK9K-S
- Výkon pohonné jednotky: 2000 hp (1500 kW)
- Vrtule: čtyřlisté

### Výkony
- Maximální rychlost: 579 km/h
- Cestovní rychlost: 439 km/h
- Dolet: 1 696 km
- Maximální dolet: 2 499 km
- Dostup: 12 000 m
- Plošné zatížení: 217 kg/m²

### Výzbroj
- 2 × 30mm kanón typu 5 v přední části trupu
- 2 × 20mm kanón Typ 99 model 1 v trupu
- 2 × 20mm kanón Typ 99 model 2 v otočné věži na hřbetě trupu